# Нокбридж
Нокбридж (англ. Knockbridge; ирл. Droichead an Chnoic) — деревня в Ирландии, находится в графстве Лаут (провинция Ленстер). В деревне расположены три жилых комплекса, церковь, большая начальная школа, магазины.
Нокбриджская церковь имеет ряд витражей ирландского иллюстратора Гарри Кларка.

## Демография
Население — 427 человек (по переписи 2006 года). В 2002 году население составляло 335 человек.
Данные переписи 2006 года:
| Общие демографические показатели |               |                               |                               |      |      |
| Всё население                    | Всё население | Изменения населения 2002—2006 | Изменения населения 2002—2006 | 2006 | 2006 |
| 2002                             | 2006          | чел.                          | %                             | муж. | жен. |
| 335                              | 427           | 92                            | 27,5                          | 218  | 209  |